# فابيان كلوز
فابيان كلوز (بالألمانية: Fabian Klos)‏ (2 ديسمبر 1987 بغيفهورن في ألمانيا - ) هو لاعب كرة قدم ألماني في مركز الهجوم. لعب مع أرمينيا بيليفيلد ونادي فولفسبورغ و.

## روابط خارجية
- فابيان كلوز على موقع قاعدة بيانات كرة القدم.إي يو (الإنجليزية)
- فابيان كلوز على موقع بيانات كرة القدم. دي إي (الألمانية)
- فابيان كلوز على موقع Soccerway.com (الإنجليزية)
- فابيان كلوز على موقع عالم كرة القدم.نت (الإنجليزية)